# Pierre Njanka
Pierre Djaka Njanka-Beyaka (15 de marzo de 1975) es un exfutbolista camerunés, que se desempeñaba como lateral derecho y defensa central, su último club fue Bali United FC de Indonesia. Con la selección de fútbol de Camerún disputó los mundiales de 1998 y 2002.

## Clubes
| Club            | País         | Año         |
| --------------- | ------------ | ----------- |
| Olympic Mvolyé  | Camerún      | 1995 - 1998 |
| Neuchâtel Xamax | Suiza        | 1999        |
| RC Estrasburgo  | Francia      | 2000 - 2003 |
| CS Sedan        | Francia      | 2003 - 2005 |
| FC Istres       | Francia      | 2006        |
| Stade Tunisien  | Túnez        | 2006        |
| Al-Wahda FC     | Arabia Saudí | 2008        |
| Persija Jakarta | Indonesia    | 2008 - 2009 |
| Arema Cronus    | Indonesia    | 2009 - 2010 |
| PS Mitra Kukar  | Indonesia    | 2011 - 2012 |
| Bali United FC  | Indonesia    | 2012 - 2013 |

- Datos: Q2449599